# Mistrzostwa Europy w Lekkoatletyce 2012 – skok wzwyż kobiet
Skok wzwyż kobiet – jedna z konkurencji rozegranych podczas lekkoatletycznych mistrzostw Europy na Helsingin Olympiastadion w Helsinkach.
W zawodach nie wzięły udziału liderka europejskich tabel Rosjanka Anna Cziczerowa (2,02 – 2 czerwca 2012, Eugene) oraz obrończyni tytułu mistrzyni Europy, Chorwatka Blanka Vlašić. 

## Terminarz
| Data       | Godzina |            |
| ---------- | ------- | ---------- |
| 27 czerwca | 10:15   | Eliminacje |
| 28 czerwca | 17:45   | Finał      |

## Przebieg zawodów

### Eliminacje
| Poz. | Grupa | Zawodniczka                | Reprezentacja   | 1.68 | 1.73 | 1.78 | 1.83 | 1.87 | 1.90 | Rezultat | Uwagi |
| ---- | ----- | -------------------------- | --------------- | ---- | ---- | ---- | ---- | ---- | ---- | -------- | ----- |
| 1    | B     | Burcu Ayhan                | Turcja          | –    | –    | o    | o    | o    | o    | 1.90     | q     |
| 1    | B     | Ruth Beitia                | Hiszpania       | –    | –    | –    | o    | o    | o    | 1.90     | q     |
| 1    | B     | Mirela Demirewa            | Bułgaria        | –    | –    | o    | o    | o    | o    | 1.90     | q     |
| 1    | A     | Irina Gordiejewa           | Rosja           | –    | –    | o    | o    | o    | o    | 1.90     | q     |
| 1    | A     | Emma Green                 | Szwecja         | –    | –    | –    | o    | o    | o    | 1.90     | q     |
| 1    | A     | Ołena Chołosza             | Ukraina         | –    | –    | o    | o    | o    | o    | 1.90     | q     |
| 7    | B     | Melanie Melfort            | Francja         | –    | –    | o    | o    | xo   | o    | 1.90     | q     |
| 8    | B     | Tonje Angelsen             | Norwegia        | –    | –    | –    | xo   | o    | xo   | 1.90     | q     |
| 9    | B     | Airinė Palšytė             | Litwa           | –    | –    | o    | o    | o    | xxo  | 1.90     | q, SB |
| 9    | A     | Wenelina Wenewa-Mateewa    | Bułgaria        | –    | –    | o    | o    | o    | xxo  | 1.90     | q     |
| 11   | B     | Ebba Jungmark              | Szwecja         | –    | –    | –    | o    | xo   | xxo  | 1.90     | q     |
| 12   | B     | Antonia Stergiou           | Grecja          | –    | o    | o    | o    | o    | xxx  | 1.87     | q     |
| 13   | A     | Øyunn Grindem              | Norwegia        | –    | –    | o    | o    | xo   | xxx  | 1.87     | SB    |
| 13   | B     | Anna Iljuštšenko           | Estonia         | –    | –    | –    | o    | xo   | xxx  | 1.87     |       |
| 13   | A     | Marie-Laurence Jungfleisch | Niemcy          | –    | –    | o    | o    | xo   | xxx  | 1.87     |       |
| 13   | A     | Austra Skujytė             | Litwa           | –    | o    | o    | o    | xo   | xxx  | 1.87     |       |
| 17   | A     | Oldřiška Marešová          | Czechy          | –    | –    | o    | o    | xxx  |      | 1.83     |       |
| 18   | A     | Eleriin Haas               | Estonia         | o    | o    | xo   | o    | xxx  |      | 1.83     | PB    |
| 18   | A     | Izabela Mikołajczyk        | Polska          | –    | –    | xo   | o    | xx–  | x    | 1.83     |       |
| 20   | A     | Ana Šimić                  | Chorwacja       | –    | –    | xxo  | xxxo | xxx  |      | 1.83     |       |
| 21   | A     | Isobel Pooley              | Wielka Brytania | –    | –    | o    | xxx  |      |      | 1.78     |       |
| 22   | B     | Elina Smolander            | Finlandia       | –    | xo   | o    | xxx  |      |      | 1.78     |       |
| 23   | B     | Monika Göllner             | Austria         | –    | o    | xo   | xxx  |      |      | 1.78     |       |
| 24   | B     | Maayan Furman              | Izrael          | o    | o    | xxo  | xxx  |      |      | 1.78     |       |
|      | A     | Marija Vuković             | Czarnogóra      |      |      |      |      |      |      | DNS      |       |
|      | B     | Ariane Friedrich           | Niemcy          |      |      |      |      |      |      | DNS      |       |

### Finał
| Poz. | Zawodniczka             | Reprezentacja | 1.80 | 1.85 | 1.89 | 1.92 | 1.95 | 1.97 | 1.99 | Rezultat | Uwagi |
| ---- | ----------------------- | ------------- | ---- | ---- | ---- | ---- | ---- | ---- | ---- | -------- | ----- |
|      | Ruth Beitia             | Hiszpania     | -    | o    | -    | o    | o    | xxo  | xxx  | 1.97     | =SB   |
|      | Tonje Angelsen          | Norwegia      | o    | o    | xo   | o    | o    | xxo  | xxx  | 1.97     | PB    |
|      | Irina Gordiejewa        | Rosja         | o    | o    | o    | o    | xxx  |      |      | 1.92     |       |
|      | Emma Green              | Szwecja       | -    | o    | o    | o    | xxx  |      |      | 1.92     | SB    |
|      | Ołena Chołosza          | Ukraina       | o    | o    | o    | o    | xxx  |      |      | 1.92     |       |
| 6    | Burcu Ayhan             | Turcja        | o    | xo   | xo   | o    | xxx  |      |      | 1.92     | =SB   |
| 6    | Melanie Melfort         | Francja       | o    | o    | xxo  | o    | xxx  |      |      | 1.92     | SB    |
| 8    | Mirela Demirewa         | Bułgaria      | o    | o    | o    | xxo  | xxx  |      |      | 1.92     | =PB   |
| 9    | Airinė Palšytė          | Litwa         | o    | o    | xo   | xx-  | x    |      |      | 1.89     |       |
| 10   | Ebba Jungmark           | Szwecja       | o    | o    | xxx  |      |      |      |      | 1.85     |       |
| 11   | Antonia Stergiou        | Grecja        | o    | xxx  |      |      |      |      |      | 1.80     |       |
| 12   | Wenelina Wenewa-Mateewa | Bułgaria      | xo   | xxx  |      |      |      |      |      | 1.80     |       |